# 柴田さんと高橋さんの「小説の読み方、書き方、訳し方」
『柴田さんと高橋さんの「小説の読み方、書き方、訳し方」』（しばたさんとたかはしさんのしょうせつのよみかた、かきかた、やくしかた）は、柴田元幸と高橋源一郎の対談形式による小説入門書。
2009年3月16日、河出書房新社より刊行された。装丁は松岡史恵。装画は大塚砂織。2013年4月6日、『小説の読み方、書き方、訳し方』と改題され、河出文庫として文庫化された。

## 内容
| タイトル                                                          | 初出                                  | 備考 |
| ----------------------------------------------------------------- | ------------------------------------- | --- |
| 柴田さんが高橋さんに聞いた「小説の書き方」                        | 『文藝』2006年夏号 「高橋源一郎特集」 | 高橋の発言は以下のとおり。 「僕が『風の歌を聴け』を初めて読んだ時驚いたのは、方向は違うんだけれども、この人も同じことをやっているなと思ったからです。それが一ページ目でわかった。あれは日本文学じゃないんですね。形そのものが。それがやっぱり、僕には大きかった。」「僕は、小説については、きわめて楽観主義的です。なぜなら、小説より面白いものは、この世に存在しないんですからね。」                                                   |
| 高橋さんが柴田さんに聞いた「小説の訳し方」                        | 語り下ろし                            | |
| 高橋さんと柴田さんが選んだ60冊で考える 「小説の読み方」海外文学篇 | 『文學界』2002年12月号                | |
| 高橋さんと柴田さんが選んだ60冊で考える 「小説の読み方」日本文学篇 | 語り下ろし                            | 柴田は「海外に紹介したい日本の小説というテーマで」30冊を選んでいる。文芸編集者ゲイリー・フィスケットジョンが携わった「ヴィンテージ・コンテンポラリーズ」シリーズが全体のイメージの元になったという。 高橋は自著『ニッポンの小説』（文藝春秋、2007年1月）の中で考えていたことをモデルとして30冊を選んだ。 |
| 柴田さんと高橋さんの「小説の読み方、書き方、訳し方」              | 『文藝』2009年春号 「柴田元幸特集」   | 柴田は次のように述べる。 「中学の時に職業適性検査というのをやったんですが、僕の適性とやりたいことがまったく合わないんです。適性はもう事務能力が抜群で（笑）。事務の仕事に就いたらいいって結果が出てくるわけです。やりたいことっていうのは、芸術とかそういうことなわけですよね。結局今、翻訳をやっているっていうのは、翻訳って事務能力の問題だという面もすごく大きいので、それを生かしつつ、芸術に間接的に関わっている、ってちゃんと……」 |